# Diskografie Avy Max
Toto je seznam doposud vydané diskografie americké zpěvačky Avy Max.

## Alba

### Studiová alba
| Název                  | Detaily o albu                                                                                       | Umístění v hitparádách | Umístění v hitparádách | Umístění v hitparádách | Umístění v hitparádách | Umístění v hitparádách | Umístění v hitparádách | Umístění v hitparádách | Umístění v hitparádách | Umístění v hitparádách | Umístění v hitparádách | Certifikace                                                                                 |
| Název                  | Detaily o albu                                                                                       | US                     | AUS                    | AUT                    | FRA                    | GER                    | NLD                    | NOR                    | SWE                    | SWI                    | UK                     | Certifikace                                                                                 |
| ---------------------- | --- | ---------------------- | ---------------------- | ---------------------- | ---------------------- | ---------------------- | ---------------------- | ---------------------- | ---------------------- | ---------------------- | ---------------------- | ------------------------------------------------------------------------------------------- |
| Heaven & Hell          | - Vydáno: 18. září 2020 - Vydavatelství: Atlantic - Formát: CD, LP, kazeta, ke stažení, streamování  | 27                     | 7                      | 6                      | 14                     | 7                      | 6                      | 2                      | 7                      | 5                      | 2                      | - RIAA: platinové - BPI: zlaté - IFPI AUT: zlaté - IFPI NOR: 7× platinové - SNEP: platinové |
| Diamonds & Dancefloors | - Vydáno: 27. ledna 2023 - Vydavatelství: Atlantic - Formát: CD, LP, kazeta, ke stažení, streamování | 34                     | 31                     | 6                      | 15                     | 8                      | 21                     | 28                     | 54                     | 8                      | 11                     |                                                                                             |
| Don't Click Play       | - Plánováno: 22. srpna 2025 - Vydavatelství: Atlantic - Formát: ke stažení, streamování              | bude vydáno            | bude vydáno            | bude vydáno            | bude vydáno            | bude vydáno            | bude vydáno            | bude vydáno            | bude vydáno            | bude vydáno            | bude vydáno            | bude vydáno                                                                                 |

## Extended play
| Název                        | Detaily o EP                                        |
| ---------------------------- | --------------------------------------------------- |
| Amanda Kay (jako Amanda Kay) | - Vydáno: 12. září 2008 - Vydavatelství: Denny Hits |
| A Sweet but Psycho Halloween | - Vydáno: 27. října 2022 - Vydavatelství: Atlantic  |

## Singly

### Jako hlavní umělkyně
| Název                                                                                   | Rok  | Umístění v hitparádách | Umístění v hitparádách | Umístění v hitparádách | Umístění v hitparádách | Umístění v hitparádách | Umístění v hitparádách | Umístění v hitparádách | Umístění v hitparádách | Umístění v hitparádách | Umístění v hitparádách | Certifikace | Album                  |
| Název                                                                                   | Rok  | US                     | AUS                    | AUT                    | FRA                    | GER                    | NLD                    | NOR                    | SWE                    | SWI                    | UK                     | Certifikace | Album                  |
| --------------------------------------------------------------------------------------- | ---- | ---------------------- | ---------------------- | ---------------------- | ---------------------- | ---------------------- | ---------------------- | ---------------------- | ---------------------- | ---------------------- | ---------------------- | --- | ---------------------- |
| "Sweet but Psycho"                                                                      | 2018 | 10                     | 2                      | 1                      | 8                      | 1                      | 4                      | 1                      | 1                      | 1                      | 1                      | - RIAA: 4× platinové - ARIA: 5× platinové - BPI: 4× platinové - BVMI: diamantové - IFPI AUT: 3× platinové - IFPI NOR: 9× platinové - IFPI SWI: 4× platinové - NVPI: 2× platinové - SNEP: diamantové | Heaven & Hell          |
| "So Am I"                                                                               | 2019 | —                      | 14                     | 26                     | 58                     | 21                     | 23                     | 2                      | 16                     | 18                     | 13                     | - RIAA: platinové - ARIA: 2× platinové - BPI: platinové - BVMI: zlaté - IFPI AUT: platinové - IFPI NOR: 3× platinové - IFPI SWI: platinové - SNEP: platinové                                        | Heaven & Hell          |
| "Torn"                                                                                  | 2019 | —                      | —                      | 60                     | 106                    | 59                     | —                      | —                      | —                      | 28                     | 87                     | - IFPI AUT: zlaté - IFPI SWI: zlaté - SNEP: zlaté | Heaven & Hell          |
| "Tabú" (s Pablem Alboránem)                                                             | 2019 | —                      | —                      | —                      | —                      | —                      | —                      | —                      | —                      | —                      | —                      | | Singl bez alb          |
| "Salt"                                                                                  | 2019 | —                      | —                      | 8                      | 38                     | 10                     | 35                     | 5                      | 33                     | 8                      | —                      | - RIAA: zlaté - ARIA: zlaté - BPI: stříbrné - BVMI: platinové - IFPI AUT: 2× platinové - IFPI NOR: 4× platinové - SNEP: platinové                                                                   | Heaven & Hell          |
| "Alone, Pt. II" (s Alanem Walkerem)                                                     | 2019 | —                      | —                      | 45                     | 68                     | 47                     | 15                     | 4                      | 25                     | 47                     | —                      | - BVMI: zlaté - GLF: platinové - IFPI AUT: platinové - IFPI NOR: 4× platinové - SNEP: platinové | World of Walker        |
| "Kings & Queens"                                                                        | 2020 | 13                     | 31                     | 12                     | 32                     | 16                     | 9                      | 7                      | 21                     | 5                      | 19                     | - RIAA: 2× platinové - BPI: platinové - BVMI: 3× zlaté - IFPI AUT: 2× platinové - IFPI NOR: 3× platinové - SNEP: diamantové                                                                         | Heaven & Hell          |
| "Who's Laughing Now"                                                                    | 2020 | —                      | —                      | 60                     | 68                     | 65                     | 55                     | 8                      | 63                     | 34                     | 93                     | - IFPI AUT: zlaté - IFPI NOR: platinové - SNEP: platinové | Heaven & Hell          |
| "OMG What's Happening"                                                                  | 2020 | —                      | —                      | —                      | —                      | —                      | —                      | 32                     | 72                     | 65                     | —                      | - IFPI NOR: zlaté | Heaven & Hell          |
| "Christmas Without You"                                                                 | 2020 | —                      | —                      | 33                     | —                      | 28                     | 69                     | —                      | —                      | 42                     | 43                     | | Singl bez alb          |
| "My Head & My Heart"                                                                    | 2020 | 45                     | 21                     | 26                     | 72                     | 22                     | 31                     | —                      | 90                     | 19                     | 18                     | - RIAA: platinové - ARIA: platinové - BPI: platinové - BVMI: zlaté - IFPI AUT: zlaté - IFPI NOR: zlaté - SNEP: platinové                                                                            | Heaven & Hell          |
| "EveryTime I Cry"                                                                       | 2021 | —                      | —                      | —                      | 105                    | 58                     | 62                     | 39                     | 55                     | 97                     | 99                     | - IFPI AUT: zlaté - SNEP: zlaté | Singl bez alb          |
| "The Motto" (s Tiëstem)                                                                 | 2021 | 42                     | 22                     | 10                     | 60                     | 10                     | 5                      | 11                     | 21                     | 5                      | 12                     | - RIAA: platinové - ARIA: 2× platinové - BPI: platinové - BVMI: platinové - IFPI AUT: 2× platinové - IFPI NOR: platinové - SNEP: platinové                                                          | Drive                  |
| "Maybe You're the Problem"                                                              | 2022 | —                      | —                      | 75                     | —                      | 65                     | 71                     | 34                     | 55                     | —                      | 83                     | | Diamonds & Dancefloors |
| "Million Dollar Baby"                                                                   | 2022 | —                      | —                      | —                      | 139                    | —                      | —                      | —                      | 67                     | —                      | —                      | - SNEP: zlaté | Diamonds & Dancefloors |
| "Weapons"                                                                               | 2022 | —                      | —                      | —                      | —                      | —                      | —                      | —                      | 54                     | 95                     | —                      | | Diamonds & Dancefloors |
| "Dancing's Done"                                                                        | 2022 | —                      | —                      | —                      | —                      | —                      | —                      | —                      | —                      | —                      | —                      | | Diamonds & Dancefloors |
| "One of Us"                                                                             | 2023 | —                      | —                      | —                      | —                      | —                      | —                      | —                      | —                      | —                      | —                      | | Diamonds & Dancefloors |
| "Ghost"                                                                                 | 2023 | —                      | —                      | —                      | —                      | —                      | —                      | —                      | —                      | —                      | —                      | | Diamonds & Dancefloors |
| "Car Keys (Ayla)" (s Alokem)                                                            | 2023 | —                      | —                      | —                      | —                      | —                      | 37                     | —                      | 76                     | —                      | —                      | | Singl bez alb          |
| "Choose Your Fighter"                                                                   | 2023 | —                      | —                      | —                      | —                      | —                      | —                      | —                      | —                      | —                      | 90                     | | Barbie the Album       |
| "Whatever" (s Kygem)                                                                    | 2024 | —                      | —                      | 20                     | 27                     | 15                     | 19                     | 1                      | 9                      | 15                     | 15                     | - BPI: stříbrné - IFPI SWI: zlaté - SNEP: zlaté | Kygo                   |
| "My Oh My"                                                                              | 2024 | —                      | —                      | —                      | —                      | —                      | —                      | 38                     | 73                     | —                      | —                      | | Singly bez alb         |
| "Spot a Fake"                                                                           | 2024 | —                      | —                      | —                      | —                      | —                      | —                      | —                      | —                      | —                      | —                      | | Singly bez alb         |
| "Forever Young" (s Davidem Guettou a Alphaville)                                        | 2024 | 90                     | —                      | 36                     | 37                     | 10                     | 29                     | —                      | 70                     | 34                     | —                      | | Singly bez alb         |
| "1 Wish"                                                                                | 2024 | —                      | —                      | —                      | —                      | —                      | —                      | —                      | —                      | —                      | —                      | | Singly bez alb         |
| "Lost Your Faith"                                                                       | 2025 | —                      | —                      | —                      | —                      | —                      | —                      | —                      | —                      | —                      | —                      | | Don't Click Play       |
| "Lovin Myself"                                                                          | 2025 | —                      | —                      | —                      | —                      | —                      | —                      | —                      | —                      | —                      | —                      | | Don't Click Play       |
| "Wet, Hot American Dream"                                                               | 2025 | —                      | —                      | —                      | —                      | —                      | —                      | —                      | —                      | —                      | —                      | | Don't Click Play       |
| "—" značí, že se nahrávka neumístila v hitparádách nebo v tomto území ani nebyla vydána |      |                        |                        |                        |                        |                        |                        |                        |                        |                        |                        | |                        |

### Jako vedlejší umělkyně
| Název                                                                                   | Rok  | Umístění v hitparádách | Umístění v hitparádách | Umístění v hitparádách | Umístění v hitparádách | Umístění v hitparádách | Umístění v hitparádách | Certifikace                            | Album                |
| Název                                                                                   | Rok  | US Pop                 | US Dance               | NZ Hot                 | SWE Heat.              | UK                     | WW Excl. US            | Certifikace                            | Album                |
| --------------------------------------------------------------------------------------- | ---- | ---------------------- | ---------------------- | ---------------------- | ---------------------- | ---------------------- | ---------------------- | -------------------------------------- | -------------------- |
| "Clap Your Hands" (Le Youth feat. Ava Max)                                              | 2017 | —                      | —                      | —                      | —                      | —                      | —                      |                                        | Singly bez alb       |
| "Into Your Arms" (Witt Lowry feat. Ava Max)                                             | 2018 | —                      | —                      | —                      | —                      | —                      | —                      | - RIAA: 2× platinové - IFPI NOR: zlaté | Singly bez alb       |
| "Make Up" (Vice a Jason Derulo feat. Ava Max)                                           | 2018 | —                      | —                      | 40                     | —                      | —                      | —                      |                                        | Singly bez alb       |
| "Slow Dance" (AJ Mitchell feat. Ava Max)                                                | 2019 | 28                     | —                      | —                      | —                      | —                      | —                      | - RIAA: zlaté                          | Slow Dance a Skyview |
| "Stop Crying Your Heart Out" (jako BBC Radio 2 Allstars)                                | 2020 | —                      | —                      | —                      | —                      | 7                      | 114                    |                                        | Singly bez alb       |
| "Sad Boy" (R3hab a Jonas Blue feat. Ava Max a Kylie Cantrall)                           | 2021 | —                      | 17                     | —                      | 3                      | —                      | —                      |                                        | Singly bez alb       |
| "Baby It's Both" (Illit feat. Ava Max)                                                  | 2024 | —                      | —                      | —                      | —                      | —                      | —                      |                                        | Singly bez alb       |
| "—" značí, že se nahrávka neumístila v hitparádách nebo v tomto území ani nebyla vydána |      |                        |                        |                        |                        |                        |                        |                                        |                      |

### Promo singly
| Název                                                                                   | Rok  | Umístění v hitparádách | Umístění v hitparádách | Umístění v hitparádách | Umístění v hitparádách | Umístění v hitparádách | Umístění v hitparádách | Umístění v hitparádách | Umístění v hitparádách | Umístění v hitparádách | Certifikace   | Album                  |
| Název                                                                                   | Rok  | US Dig.                | US Dance               | US Country Dig.        | CAN                    | ČR                     | NZ Hot                 | ROM                    | SWE                    | SWI                    | Certifikace   | Album                  |
| --------------------------------------------------------------------------------------- | ---- | ---------------------- | ---------------------- | ---------------------- | ---------------------- | ---------------------- | ---------------------- | ---------------------- | ---------------------- | ---------------------- | ------------- | ---------------------- |
| "Take Away the Pain"                                                                    | 2013 | —                      | —                      | —                      | —                      | —                      | —                      | —                      | —                      | —                      |               | Promo singly bez alb   |
| "Satellite"                                                                             | 2013 | —                      | —                      | —                      | —                      | —                      | —                      | —                      | —                      | —                      |               | Promo singly bez alb   |
| "Spinning Around"                                                                       | 2015 | —                      | —                      | —                      | —                      | —                      | —                      | —                      | —                      | —                      |               | Promo singly bez alb   |
| "Come Home"                                                                             | 2015 | —                      | —                      | —                      | —                      | —                      | —                      | —                      | —                      | —                      |               | Promo singly bez alb   |
| "Jet Set"                                                                               | 2016 | —                      | —                      | —                      | —                      | —                      | —                      | —                      | —                      | —                      |               | Promo singly bez alb   |
| "Anyone But You"                                                                        | 2016 | —                      | —                      | —                      | —                      | —                      | —                      | —                      | —                      | —                      |               | Promo singly bez alb   |
| "My Way"                                                                                | 2018 | —                      | —                      | —                      | —                      | —                      | —                      | 38                     | —                      | —                      |               | Promo singly bez alb   |
| "Slippin'" (feat. Gashi)                                                                | 2018 | —                      | —                      | —                      | —                      | —                      | —                      | —                      | —                      | —                      |               | Promo singly bez alb   |
| "Not Your Barbie Girl"                                                                  | 2018 | —                      | —                      | —                      | —                      | —                      | —                      | —                      | —                      | —                      |               | Promo singly bez alb   |
| "Blood, Sweat & Tears"                                                                  | 2019 | —                      | —                      | —                      | —                      | 60                     | —                      | —                      | —                      | —                      |               | Promo singly bez alb   |
| "Freaking Me Out"                                                                       | 2019 | —                      | —                      | —                      | —                      | —                      | 29                     | —                      | —                      | —                      |               | Promo singly bez alb   |
| "On Somebody"                                                                           | 2019 | —                      | —                      | —                      | —                      | —                      | 35                     | —                      | —                      | —                      |               | Promo singly bez alb   |
| "On Me" (Thomas Rhett a Kane Brown feat. Ava Max)                                       | 2020 | 50                     | —                      | 18                     | 91                     | —                      | —                      | —                      | —                      | —                      | - RIAA: zlaté | Scoob! The Album       |
| "Naked"                                                                                 | 2020 | —                      | —                      | —                      | —                      | —                      | 38                     | —                      | —                      | —                      |               | Heaven & Hell          |
| "Cold as Ice"                                                                           | 2023 | —                      | 26                     | —                      | —                      | —                      | —                      | —                      | —                      | —                      |               | Diamonds & Dancefloors |
| "Brought the Heat Back" (s Enhypenem)                                                   | 2024 | —                      | —                      | —                      | —                      | —                      | —                      | —                      | —                      | —                      |               | Romance: Untold        |
| "—" značí, že se nahrávka neumístila v hitparádách nebo v tomto území ani nebyla vydána |      |                        |                        |                        |                        |                        |                        |                        |                        |                        |               |                        |

## Další umístěné písně
| "Diamonds & Dancefloors"                                                                | 2023 | 25 | —  | Diamonds & Dancefloors |
| "Turn Off the Lights"                                                                   | 2023 | 37 | —  | Diamonds & Dancefloors |
| "Get Outta My Heart"                                                                    | 2023 | 32 | —  | Diamonds & Dancefloors |
| "Tear Me Down" (Joyner Lucas feat. Ava Max)                                             | 2025 | —  | 30 | ADHD 2                 |
| "—" značí, že se nahrávka neumístila v hitparádách nebo v tomto území ani nebyla vydána |      |    |    |                        |

## Spoluumělkyně
| Název                                | Rok  | Hlavní umělec | Album     |
| ------------------------------------ | ---- | ------------- | --------- |
| "Take Away the Pain" (jako Ava Koci) | 2015 | Project 46    | Beautiful |
| "Let It Be Me"                       | 2018 | David Guetta  | 7         |
| "Tear Me Down"                       | 2025 | Joyner Lucas  | ADHD 2    |

## Videoklipy

### Jako hlavní umělkyně
| Název                               | Rok  | Režisér                        | Reference |
| ----------------------------------- | ---- | ------------------------------ | --------- |
| "Take Away the Pain"                | 2013 | Ava Max                        | [ 55 ]    |
| "My Way"                            | 2018 | Jake Wilson                    | [ 56 ]    |
| "Sweet but Psycho"                  | 2018 | Shomi Patwary                  | [ 57 ]    |
| "So Am I"                           | 2019 | Isaac Rentz                    | [ 58 ]    |
| "Torn"                              | 2019 | Joseph Kahn                    | [ 59 ]    |
| "Freaking Me Out"                   | 2019 | Edgar Daniel                   | [ 60 ]    |
| "Tabú" (s Pablem Alboránem)         | 2019 | Santiago Salviche              | [ 61 ]    |
| "Alone, Pt. II" (s Alanem Walkerem) | 2019 | Kristian Berg                  | [ 62 ]    |
| "Kings & Queens"                    | 2020 | Isaac Rentz                    | [ 63 ]    |
| "Who's Laughing Now"                | 2020 | Isaac Rentz                    | [ 64 ]    |
| "Naked"                             | 2020 | Hannah Lux Davis               | [ 65 ]    |
| "OMG What's Happening"              | 2020 | Hannah Lux Davis               | [ 66 ]    |
| "My Head & My Heart"                | 2021 | Charm La'Donna a Emil Nava     | [ 67 ]    |
| "EveryTime I Cry"                   | 2021 | Ava Max a Charlotte Rutherford | [ 68 ]    |
| "The Motto" (s Tiëstem)             | 2021 | Christian Breslauer            | [ 69 ]    |
| "The Motto, Part II" (s Tiëstem)    | 2021 | Christian Breslauer            | [ 70 ]    |
| "Maybe You're the Problem"          | 2022 | Joseph Kahn                    | [ 71 ]    |
| "Million Dollar Baby"               | 2022 | Andrew Donoho                  | [ 72 ]    |
| "Christmas Without You"             | 2022 | Ava Max                        | [ 73 ]    |
| "Dancing's Done" (Visualizer)       | 2022 | —                              | [ 74 ]    |
| "One of Us" (Visualizer)            | 2023 | —                              | [ 75 ]    |
| "Weapons" (Visualizer)              | 2023 | —                              | [ 76 ]    |
| "Ghost" (Visualizer)                | 2023 | —                              | [ 77 ]    |
| "Car Keys (Ayla)" (s Alokem)        | 2023 | Adrian Villagomez              | [ 78 ]    |
| "Whatever" (s Kygem)                | 2024 | Dano Cerny                     | [ 79 ]    |
| "My Oh My"                          | 2024 | Hunter Moreno                  | [ 80 ]    |
| "Lost Your Faith" (Visualizer)      | 2025 | Ava Max                        | [ 81 ]    |
| "Lost Your Faith"                   | 2025 | Claire Arnold                  | [ 82 ]    |
| "Lovin' Myself"                     | 2025 | Claire Arnold                  | [ 83 ]    |
| "Wet, Hot American Dream"           | 2025 | Claire Arnold                  | [ 84 ]    |

### Jako vedlejší umělkyně
| Název                                                    | Rok  | Režisér        | Reference |
| -------------------------------------------------------- | ---- | -------------- | --------- |
| "Clap Your Hands" (Le Youth feat. Ava Max)               | 2017 | Rafatoon       | [ 85 ]    |
| "Into Your Arms" (Witt Lowry feat. Ava Max)              | 2018 | Bobby Hanaford | [ 86 ]    |
| "Make Up" (Vice a Jason Derulo feat. Ava Max)            | 2018 | Isaac Rentz    | [ 87 ]    |
| "Slow Dance" (AJ Mitchell feat. Ava Max)                 | 2019 | Miles & AJ     | [ 88 ]    |
| "On Me" (Thomas Rhett a Kane Brown feat. Ava Max)        | 2020 | Kyle Cogan     | [ 89 ]    |
| "Stop Crying Your Heart Out" (jako BBC Radio 2 Allstars) | 2020 | Phill Deacon   | [ 90 ]    |